# Sergio Santos Hernández

Sergio Santos Hernández (Bahía Blanca, 1 de novembro de 1963), é um treinador profissional de basquetebol argentino. Conhecido como "Oveja" (ovelha), treinou a Seleção Argentina entre 2005 e 2010, conquistando o quarto lugar no Campeonato Mundial de Basquetebol Masculino de 2006, no Japão, e a medalha de bronze nos Jogos Olímpicos de Verão de 2008, em Pequim.
Hexacampeão argentino de basquetebol, Hernández também conquistou por duas vezes a Liga das Américas e uma vez a Liga Sul-Americana. Em 2007, se tornou o primeiro treinador argentino a ganhar todos os campeonatos possíveis, tanto nacionais quanto continentais. Desde maio de 2013, é o treinador da equipe brasileira do UniCEUB/BRB/Brasília .

## Conquistas com a Seleção Argentina

### Jogos Olímpicos
Pequim 2008: Bronze 

### Copa América de Basquetebol Masculino
República Dominicana 2005: Prata 
Estados Unidos 2007: Prata 
Porto Rico 2009: Bronze 
México 2015: Prata 

### Campeonato Sul-Americano de Basquetebol Masculino
Venezuela 2006: Bronze 
Chile 2008: Ouro 

## Títulos com clubes

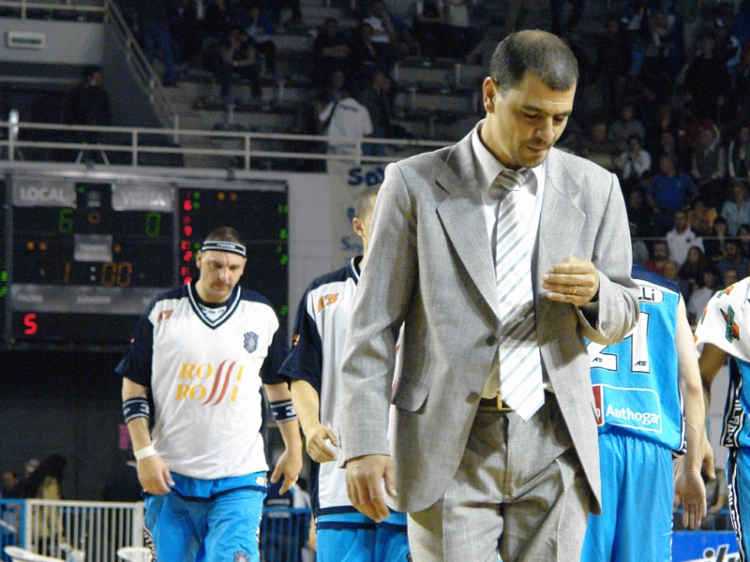
Hernández durante partida do Peñarol de Mar del Plata

### Liga das Américas
Peñarol de Mar del Plata: 2007/2008 e 2009/2010

### Torneio Panamericano de Basquete
Estudiantes de Olavarría: 2000

### Liga Sul-Americana de Basquete
Estudiantes de Olavarría: 2001
UniCEUB/BRB/Brasília: 2013

### Campeonato Sul-Americano de Clubes Campeões
Boca Juniors: 2004

### Torneio Interligas
Peñarol de Mar del Plata: 2010 e 2012

### Liga Nacional de Basquete (ARG)
Estudiantes de Olavarría: 1999/2000 e 2000/2001
Boca Juniors: 2003/2004
Peñarol de Mar del Plata: 2009/2010, 2010/2011 e 2011/2012

### Copa Argentina
Boca Juniors: 2003 e 2004
Peñarol de Mar del Plata: 2010

### Torneio Super 8
Peñarol de Mar del Plata: 2009 e 2011
Boca Juniors: 2004